# Trofeo O'Brien
El Trofeo O'Brien era un trofeo entregado por la National Hockey League, retirado tras la temporada 1949-50. Era denominado así en honor al senador canadiense J. O'Brien gracias a su hijo, John Ambrose O'Brien, integrante de la creación de la National Hockey Association, predecesora de la NHL.

## Historia
Donado por el senador O'Brien a la NHA en 1910, en un principio era el trofeo entregado al ganador del campeonato de la NHA, y más tarde al ganador de la NHL. El ganador de este trofeo era el representante de la NHA en el duelo con las otras ligas por la Stanley Cup. Desde 1924 hasta 1927, el Trofeo O'Brien fue retirado en favor del Prince of Wales Trophy, pero fue reinstaurado en la temporada 1927-28 como equivalente al Prince of Wales Trophy pero para la División Canadiense. La temporada 1938-39 vio la reorganización de la NHL en una sola división; desde ese momento hasta su segunda y final retirada en 1950, el Trofeo O'Brien se entregó al equipo subcampeón de la Stanley Cup.

## Ganadores del Trofeo O'Brien
- 1909-10 - Montreal Wanderers
- 1910-11 - Ottawa Senators
- 1911-12 - Quebec Bulldogs
- 1912-13 - Quebec Bulldogs
- 1913-14 - Toronto Blueshirts
- 1914-15 - Ottawa Senators
- 1915-16 - Montreal Canadiens
- 1916-17 - Montreal Canadiens
- 1917-18 - Toronto Arenas
- 1918-19 - Montreal Canadiens
- 1919-20 - Ottawa Senators
- 1920-21 - Ottawa Senators
- 1921-22 - Toronto St. Patricks
- 1922-23 - Ottawa Senators
- 1927-28 - Montreal Canadiens
- 1928-29 - Montreal Canadiens
- 1929-30 - Montreal Maroons
- 1930-31 - Montreal Canadiens
- 1931-32 - Montreal Canadiens
- 1932-33 - Toronto Maple Leafs
- 1933-34 - Toronto Maple Leafs
- 1934-35 - Toronto Maple Leafs
- 1935-36 - Montreal Maroons
- 1936-37 - Montreal Canadiens
- 1937-38 - Toronto Maple Leafs
- 1938-39 - Toronto Maple Leafs
- 1939-40 - Toronto Maple Leafs
- 1940-41 - Detroit Red Wings
- 1941-42 - Detroit Red Wings
- 1942-43 - Boston Bruins
- 1943-44 - Chicago Black Hawks
- 1944-45 - Detroit Red Wings
- 1945-46 - Boston Bruins
- 1946-47 - Montreal Canadiens
- 1947-48 - Detroit Red Wings
- 1948-49 - Detroit Red Wings
- 1949-50 - New York Rangers